# Anna Bernhardine Eckstein
Anna Bernhardine Eckstein (Coburgo, 14 de junio de 1868 - Coburgo 16 de octubre de 1947) fue una profesora y pacifista alemana de importancia internacional. Fue propuesta para el Premio Nobel de la Paz en 1913. La escuela primaria de Meeder, en el distrito de Coburgo, lleva hoy su nombre.

## Biografía
Anna B. Eckstein nació en Coburgo el 14 de junio de 1868. Era hija de Johann Nikolaus Eckstein, celador y ayudante de telegrafía de la compañía ferroviaria Werra-Eisenbahn-Gesellschaft, y de su esposa Anna Barbara, cuyo apellido de soltera era Götz. Tenía dos hermanos, un hermano menor, Ernst, y una hermana mayor, Antonie (Toni), que padecía una grave discapacidad desde su nacimiento. Entre 1874 y 1882 asistió a la escuela de niñas de Coburgo. Por razones económicas no pudo acceder a una institución educativa de mayor rango como la Alexandrinenschule. Animada por su profesora Ottilie Frese, aprendió inglés y francés con el objetivo de convertirse en profesora.
Eckstein abandonó Alemania en septiembre de 1884 a los dieciséis años de edad. Viajó a Nueva York para quedarse con unos familiares. El motivo de la emigración fue probablemente una «relación inapropiada» con un noble, aunque también cabe la posibilidad de que quisiera convertirse en profesora en Estados Unidos. Tras varios trabajos como niñera y profesora, entre diciembre de 1887 y octubre de 1893 fue contratada por el empresario judío Godfrey Mannheimer, emigrante alemán, para impartir clases particulares a su hija Mamie. Durante esta época pudo viajar tres veces a Alemania con la familia Mannheimer. En 1894, Eckstein se trasladó a Boston, donde vivió con la escritora Martha («Mattie») Griffith Browne. Eckstein impartió clases de idiomas en la escuela privada Modern School of Languages and Literature de Boston y se convirtió en su directora y propietaria en 1897.
Eckstein entró en contacto con el movimiento pacifista estadounidense en 1898 y, decepcionada por los resultados de la Primera Conferencia de Paz de La Haya en 1899, se unió a la asociación American Peace Society, de la que fue vicepresidenta de 1905 a 1911. Para despertar el interés por la Segunda Conferencia de Paz de La Haya, convocada en 1907, escribió un breve texto en el que pedía un «proceso de conciliación general» para los conflictos internacionales. Organizó veladas de conferencias y más de un millón de ciudadanos estadounidenses firmaron su petición y decenas de miles de alemanes y británicos también se unieron. Presentó la recopilación de firmas al príncipe ruso Alexander Ivanovich Nelidov, presidente de la conferencia, el 4 de julio, Día de la Independencia de Estados Unidos.
Tras el escaso resultado de la Segunda Conferencia de La Haya –por ejemplo, no hubo ningún acuerdo sobre el arbitraje obligatorio–, Eckstein organizó por su cuenta la «Petición Mundial para la Prevención de la Guerra entre Estados». El objetivo de la Petición Mundial era triple: en primer lugar, llamar la atención pública sobre el problema central del mantenimiento de la paz –la definición y protección de los intereses vitales nacionales en el marco del derecho internacional– ; en segundo lugar, ser un instrumento de propaganda para todos los partidos políticos y las religiones, las clases sociales y los estamentos de todos los Estados; y en tercer lugar, formar una especie de representación popular en la Tercera Conferencia de Paz de La Haya para lograr que la opinión y voluntad de millones de ciudadanos tuviera más peso en las deliberaciones y decisiones conjuntas de los gobernantes.
Con el apoyo del editor de libros de texto estadounidense Edwin Ginn, Eckstein viajó por Canadá y luego por Europa. Coburgo volvió a ser su hogar en 1909. Hasta principios de 1913, Eckstein dio conferencias en Alemania, Austria-Hungría, Bélgica, Dinamarca, Escocia, Francia, Gales, Inglaterra, Irlanda, Países Bajos, Suecia y Suiza; normalmente ataviada con un vestido blanco de paz. También ganó seguidores en Argelia, Australia, Italia, Noruega y Nueva Zelanda, así como en Japón y China. Mantuvo una correspondencia extensa. Trabajó con Bertha von Suttner, Alfred Hermann Fried, Ludwig Quidde y Jean Jaurès, entre otros. Sin embargo, también encontró oposición, especialmente en Francia y Alemania. La importancia internacional de Eckstein se refleja en su nominación al Premio Nobel de la Paz en 1913. De las 15 personas del Imperio Alemán nominadas a este premio entre 1901 y 1918, Eckstein fue la única mujer.
Durante la Primera Guerra Mundial, Eckstein escribió para la revista jurídica Zeitschrift für internationales Recht del experto en derecho internacional Theodor Niemeyer. A sugerencia de este, al terminar la guerra redactó el libro Der Staatenschutzvertrag zur Sicherung des Weltfriedens [Tratado de protección del Estado para garantizar la paz mundial].
Tras la Primera Guerra Mundial, Eckstein trabajó en la Liga Alemana para la Sociedad de Naciones y fundó varias asociaciones en Baviera y Turingia. Se comprometió con la anexión de Coburgo a Baviera y luchó contra el nacionalsocialismo, que estaba creciendo rápidamente en Coburgo. En esta ciudad participó en distintas agrupaciones de carácter político, cultural y religioso. Organizó envíos de ayuda desde Estados Unidos en la posguerra y durante la época inflacionista e impartió clases de inglés y francés. Cuidó de su hermana discapacitada Toni, que murió en 1923, y más tarde también de su madre, que falleció en 1926.
El 16 de marzo de 1933, Eckstein viajó a Suiza y permaneció allí hasta el 29 de septiembre. Apenas hay información sobre este periodo de su vida. La censura del régimen nacionalsocialista prohibió en 1942 la publicación de su ensayo Der Wille zur harmonisierenden Macht [La voluntad para la armonización del poder]. Murió en su piso de Coburgo el 16 de octubre de 1947.

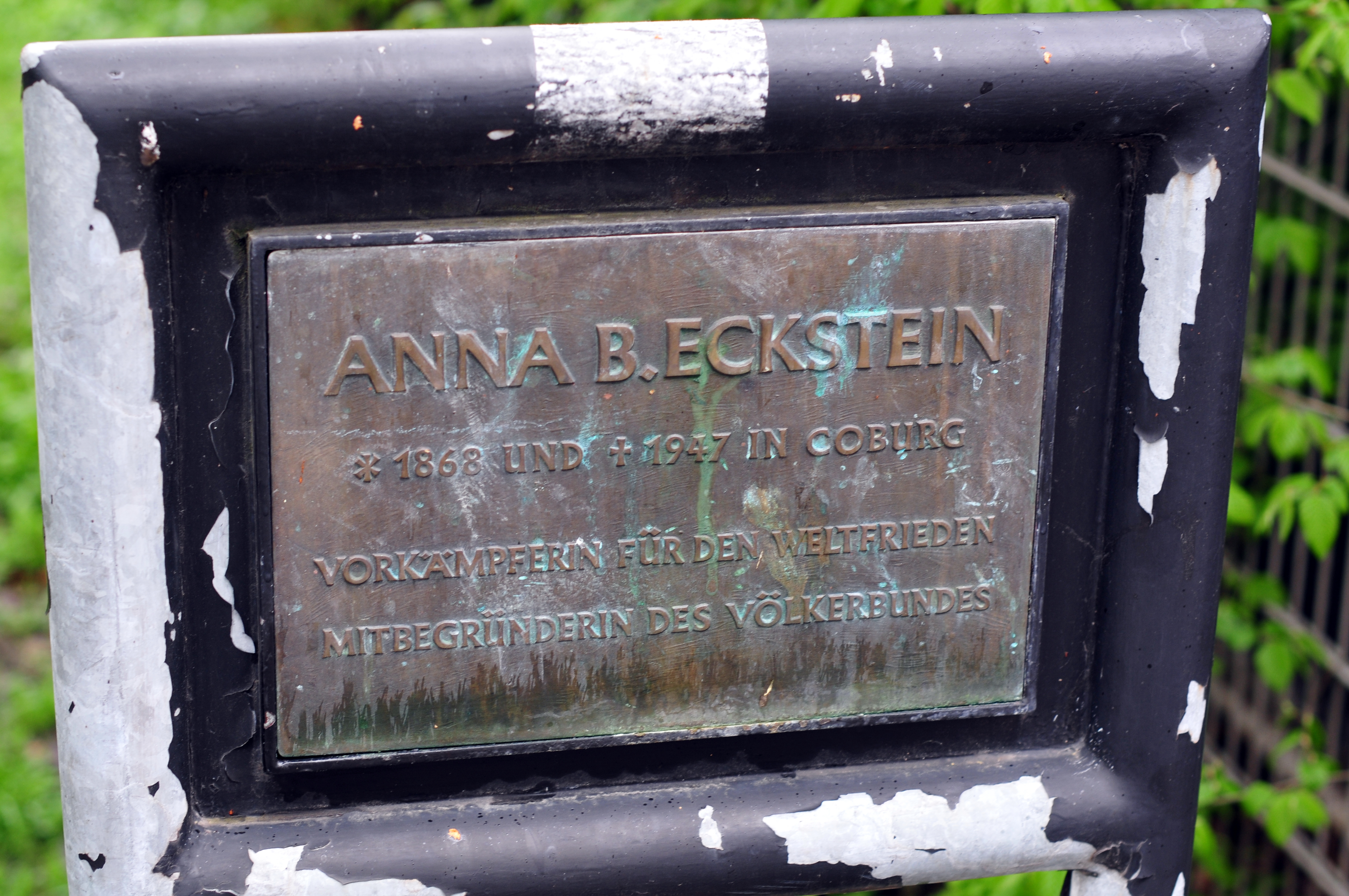
Letrero Anna-B.-Eckstein

Sus escritos fueron acogidos por el museo Swarthmore Peace Collection de Filadelfia en Estados Unidos. En 1982, Anna B. Eckstein fue redescubierta para el público por el Friedensmuseum [Museo de la Paz] del pequeño municipio de Meeder. En 1987, la ciudad de Coburgo le rindió homenaje como defensora de la paz mundial dando su nombre a un espacio verde en el centro de la ciudad. En 2013, la escuela primaria de Meeder pasó a llamarse Escuela Anna B. Eckstein.

## Obras
Staatenschutzvertrag zur Sicherung des Weltfriedens, Duncker & Humblot, Múnich 1919.